# Vlag van New South Wales
De vlag van New South Wales is sinds 15 februari 1876 een Brits blue ensign met aan de rechterkant de badge van de staat: een witte cirkel met een Engels kruis erin. In het centrum van het kruis is een gouden leeuw en in elke arm van het kruis staat een achtpuntige gouden ster.

## Historische vlaggen
De eerste vlag van New South Wales werd aangenomen in 1867. Dit was ook een Brits blauw vaandel, maar waar in de huidige vlag de badge staat, stond in de vlag van 1867 de afkorting NSW. In 1870 werd een nieuwe vlag aangenomen, die bijna identiek was aan de vlag van Victoria. Het was een Brits blauw vaandel met het sterrenbeeld Zuiderkruis onder de Britse kroon. Het verschil met de vlag van Victoria was dat de sterren in de vlag van New South Wales geel waren en in die van Victoria wit; bovendien hebben de sterren in de vlag van Victoria andere aantallen punten.

1867–1870
1870–1876